# Thalía (énekesnő)
Ariadna Thalía Sodi Miranda (Mexikóváros, 1971. augusztus 26. –), művésznevén és az albumokon, illetve többnyire az angol nyelvű és a nemzetközi sajtóban is Thalia – ejtsd: (IPA) /taˈliˑa/ – az Egyesült Államokban élő többszörös díjnyertes mexikói énekes-dalszövegíró, zeneszerző, színésznő, műsorvezető, publicista és üzletasszony. 

Az 1990-es években készített tévéfilmsorozatai és latinpop-albumai révén vált nemzetközileg is ismertté, elsősorban Latin-Amerikában és a Fülöp-szigeteken. Énekhangja lírai mezzoszoprán, háromoktávos terjedelemmel bír. Eddig öt nyelven (spanyolul, angolul, franciául, portugálul és tagalogul) énekelt; a latin világban népszerűségének köszönhetően elnyerte a „telenovellák királynője” (Reina de las Telenovelas), valamint a „szépség császárnője” (Emperatriz de la Belleza) jelzőket. Egy 2007-es közvélemény-kutatás alapján a harmadik legnépszerűbb nő Mexikóban, egy 2009-ben végzett Google-felmérés szerint pedig az egyik legkeresettebb latin művész az interneten. Több mint 50 millió albumot adott el világszerte, Primera fila című koncertalbuma Mexikóban elérte a legmagasabb, gyémántlemez minősítést. Egyúttal az első mexikói énekesnő, aki csillagot kapott a hollywoodi Hírességek sétányán. Férjezett (Tommy Mottola, 2000), egy lány- (Sabrina Sakaë, 2007) és egy fiúgyermek (Matthew Alejandro, 2011) édesanyja.
| „        | Nunca quise ser famosa. Siempre quise cantar y compartir lo que sentía con las gentes… Sosem akartam híres lenni. Mindig énekelni akartam, és megosztani az emberekkel, amit éreztem… | ” |
| – Thalía | |   |

## Élete és művészi karrierje
Ernesto Sodi Pallares († 1977) mexikói biokémikus, kriminológus és igazságügyi írásszakértő, valamint Yolanda Miranda Mange († 2011) festő- és szobrászművész utolsó, ötödik leánygyermekeként látta meg a napvilágot a mexikóvárosi Hospital Español klinikán. Yolanda Miranda asszony előző házasságából született legidősebb nővére (féltestvére), Laura Zapata, aki Mexikóban szintén elismert színésznő; Ernestina bölcsész és író; Federica régész, a mexikói Nemzeti Antropológiai és Történeti Intézet (INAH) Chichén Itzá-i tárlatának volt igazgatója; Gabriela pedig művészettörténész. Legidősebb nővérének köszönhetően Thalía már korai gyermekéveitől kezdve vonzódott a művészetek iránt: egyéves korában tűnt fel először egy üdítőreklámban, majd 5 évesen egy mozifilmben; klasszikus balettet tanult, zongoraórákra járt és szertornázott. Édesapja példájára először híres biológus vagy pszichológus akart lenni, majd olimpiai tornásznak készült, de végül 9 éves korában elhatározta, hogy énekesnő lesz. Általános- és középiskolai tanulmányait a Liceo Franco Mexicano francia–spanyol kéttannyelvű iskolában végezte.

### A kezdetek
Zenei pályafutását igen fiatalon kezdte: mindössze 9 éves volt, amikor 1981-ben belépett a Pac-Man nevű gyermekegyüttesbe, amelyet Paco Ayala alapított. Az együttes később a nevét Din-Dinre változtatta, és többször fellépett a Juguemos a cantar („Játsszunk éneklőset!”) című gyermekdalfesztiválon. Összesen négy albumot adtak ki az 1982–1983-ban. 1984-ben Thalía már szólistaként lépett fel a Juguemos a Cantar című dalversenyen a Moderna niña del rock („Modern rockleány”) című dallal. 1984-től Mexikó ifjúsági pop-rock zenekarával, a Timbirichével részt vett a Grease című musical spanyol nyelvű változata, a Vaselina előadásán kórustagként, majd 1986-tól 1989-ig az együttes egyik frontleánya volt. A serdülő lány tehetségére és nőies szépségére ekkor figyeltek fel a producerek, és már kisebb szerepeket is kapott telenovellákban; első főszerepét 1989-ben játszotta. Az együttesből való kilépését követően, 1990 januárjában egy évre az Egyesült Államokba utazott, a Los Angeles-i egyetemen (UCLA) angol nyelvet tanult; ének-, zongora-, basszusgitár-, testnevelés-, jazz- és modern tánc-, színjátszás-, előadásmód-, esztétika- és táncórákat vett, megtanult továbbá szaxofonon játszani. Megújult – sokak által bírált – külsővel visszatért Mexikóba, ahol megjelent első, Thalía című szólólemeze, amelyet Alfredo Díaz Ordazszal készített el, aki egyben az első és legnagyobb szerelme volt. Bemutatkozó albuma – amelyet szintén sok kritikával illettek – a Timbiriche zenei hagyományát követve pop-rock stílusra épült.

### Szólókarrier és a telenovellák
Nevének etimológiája és jelentése
- Ariadna • A latin ARIADNA, ez pedig az ógörög Αριάδνη névből; Ariadné, krétai királylány a görög mitológiában, Minósz lánya, aki kimenekítette Thészeuszt a labirintusból.
- Thalía • Az ógörög Θάλεια (Thaleia) név latin THALĪA megfelelője, a kilenc múzsa egyike. Helyes ejtése kb. „talía” – IPA: [taˈli.a] – és nem „tália”, ahogy a köznyelvben elterjedt.
- Sodi • Apai vezetékneve egy népszerű elképzelés szerint a bibliai héberből származik, ahol jelentése: ’az én titkom’. Valójában azonban – minden bizonnyal – olasz eredetű.[21]
- Miranda • Anyai vezetékneve a latin MĪRANDA alakból származik, amely a MĪRĀRI, ’csodálni, bámulni’ ige nőnemű gerundivuma; fordítása: ’csodálatra méltó nő’.

1991-ben jelent meg második szólóalbuma, amely a Mundo de cristal címet viselte; ekkor már több dalfesztiválon is részt vett. 1992-ben harmadik lemezét Spanyolországban készítette el Love címmel. Szintén ebben az évben vállalta el a később „María-trilógia”-ként emlegetett három sorozat főszerepét, amelyekben az a közös, hogy mindegyiknek főhőse egy María keresztnevű, nincstelen családból származó lány. Ennek első részeként forgatták a María Mercedes című filmsorozatot, amellyel akkora népszerűségre tett szert, hogy elnyerte a „telenovellák királynője” címet. 1993–94-ben ezt követte a máig egyik legnépszerűbb telenovellája, a Marimar. A színésznő a sorozat készítése alatt veszítette el volt szerelmét, Alfredót. A hír nagyon összetörte, és hatással volt a szerepére is: a sorozatbeli könnyek valódiak voltak. Még ugyanebben az évben szerződést írt alá az EMI Music México zenei kiadóval.

### Nemzetközi karrier és hírnév

#### En éxtasis
1995-ben, három év kihagyás után komolyabban elkezdett foglalkozni az énekléssel, nemzetközi karrierjének építésével. Emilio Estefan (a kubai származású énekesnő, Gloria Estefan férje) és Óscar López producerekkel készítette el a negyedik lemezét En éxtasis címmel. Ez az első, EMI által kiadott album megnyitotta számára az utat a nemzetközi hírnév felé. A kiadóváltás egyben teljes stílusváltást is jelentett, az énekesnő áttért az igényesebb latin pop műfajra. Az album valamennyi latin-amerikai országban, sőt az Egyesült Államokban is átütő siker volt, több mint egymillió példányban kelt el (később Európában is több helyen megjelent). Többszörös arany- és platinalemezzel díjazták. Ebben az évben kezdték meg a María-trilógia harmadik melodrámája, a María la del barrio forgatását, amely Magyarországon csak María címmel futott. A sorozat 1996-ban ért véget. Ugyanebben az évben, május 4-én megkapta csillagát Miami 8. utcájában.

#### Nandito AkoésAmor a la mexicana

A Fülöp-szigeteken a népszerűsége akkora volt, hogy külön albumot készített az ázsiai ország nyelvén

1997-ben a Fülöp-szigeteken oly nagy népszerűségnek örvendett sorozatainak köszönhetően, hogy egy különleges albummal jutalmazta az ázsiai országot Nandito Ako címmel, amely saját és más slágerek feldolgozását tartalmazta a Fülöp-szigetek hivatalos nyelvén – tagalogul – és angolul. A lemez kiadása alkalmából a szigetekre utazott, ahol Quezon City kulcsát ajándékozták neki, valamint a város díszpolgárává avatták. Az amerikai kontinensen eközben további arany és platinalemezeket kapott az En éxtasis eladott példányaiért. Március 2-án kinevezték a Miami karnevál királynőjének, április 25-ét pedig a Los Angeles-i városi tanács Thalía napjává (Día de Thalía) nyilvánította karrierje elismeréseként. A sikersorozat folytatásaként Emilio Estefan producerrel elkészítette az Amor a la mexicana címet viselő albumát, amelyen népének gyökereihez visszatérve a dallamos vérpezsdítő mexikói-kubai ritmusoké volt a főszerep. Ezzel az albummal rótta le tartozását rajongói szeretetéért. A Mexikóvárosi Viaszmúzeumban leleplezték életnagyságú viaszfiguráját. Az EMI eközben újra kiadta az En éxtasist. Ennek és legújabb albumának eladott példányszámáért újabb arany- és platinalemezek tulajdonosa lett. Az Amor a la mexicana Európa több országában is megjelent, világszerte több mint hárommillió példányban kelt el.
1998-ban részt vett a riói karneválon. Főszerepet kapott a hollywoodi Mambo Café című mexikói-amerikai vígjátékban, amelyben Nydiát, a Puerto Ricó-i diáklányt alakította. Az Egyesült Államokban munkatársa és barátja, Emilio Estefan egy összejövetelt szervezett, ahol bemutatta a Mariah Careytől előző évben elvált Tommy Mottolának, a Sony Music lemezkiadó akkori igazgatójának.
1999-ben forgatták utolsó sorozatát, a Rosalindát, amely – bár hazájában, Mexikóban nem váltotta be a hozzá fűzött reményeket – a világ számos országában, többek között Magyarországon is, nézettségi rekordokat döntött. Emilio Estefan és Kike Santander zeneszerzőkkel készítette el a film világhírű betétdalát. A sorozat végeztével egy időre visszavonult pihenni és elkészíteni legújabb könnyűzenei albumát.

### Az új évezred

#### Arrasando
Utolsó telenovellájának forgatása után 2000 első felében New Yorkban vette fel Emilio Estefannal legújabb, immár hetedik szólóalbumát Arrasando címmel, amelyen a tizenkét dal közül nyolc a saját szerzeménye. Az album, mexikói megjelenését követően már a második napon százezres példányszámban kelt el, első slágere, az Entre el mar y una estrella felkerült a neves amerikai Billboard zenei magazin Top Latin Songs listájának élére. Egy hónappal megjelenése után az album Spanyolországban már platinalemez volt. 2000. szeptemberben Thalía Magyarországra is ellátogatott vadonatúj lemezének európai bemutatóturnéja részeként, egyúttal Rosalinda című sorozatának hazai népszerűségéért megkapta a legnézettebb telenovellahősnek járó díjat. 2000. december 2-án mondott igent Thomas Daniel Mottolának a New York-i Szent Patrik-katedrálisban fényűző esküvői szertartás keretében, és végleg az Egyesült Államokba költözött.

#### Thalía con banda – grandes éxitos
2001-ben különleges albumot készített: Thalía con banda – grandes éxitos, amelyen a legutóbbi három albumának legnagyobb slágereit adta elő jellegzetesen mexikói, klasszikus fúvószenekari, „rezesbanda” kíséretben. Az album néhány napon belül Mexikóban már aranylemez lett. Arrasando című albumával két kategóriában is nevezést nyert a II. Latin Grammy-díjra, amelynek kiosztó gálája a szeptember 11-ei amerikai terrortámadások miatt nem került megrendezésre. Az Arrasando Latin Grammy-díjat nyert a „Legjobb hangmérnöki közreműködés egy albumnál” (Mejor ingeniería de grabación para un álbum) kategóriában.

#### Thalía(2002)
2002-ben kiadta új, Thalía című popalbumát, melynek stílusában – amire címe is egyben utal – valamennyire visszatért rockosabb gyökereihez. A bemutatkozó kislemez a Tú y yo, emellett kiemelkedik a szenvedélyes No me enseñaste című ballada, valamint egy régi spanyol sláger feldolgozása, az A quién le importa. A Thalía (2002) az énekesnő egyik legsikeresebb albumának tekinthető. Érdekesség, hogy a Tú y yo című dalt az albumról egy hongkongi lányegyüttes feldolgozta kínai nyelven.
Szeptember 22-én a nemzetközi sajtó bejelentette, hogy szervezett emberrabló csoport ötmillió dolláros váltságdíjat követelve elrabolta két nővérét, Laura Zapata színésznőt és Ernestina Sodi írónőt Mexikóvárosban. Thalía karrierje ezzel kettétört, törölte a betervezett promóciós útjait, és internetes oldalán keresztül kérte a rajongókat, hogy imádkozzanak nővérei kiszabadításáért. Laura 18, Ernestina 34 napot töltött az emberrablók fogságában. Testileg mindketten épségben úszták meg az esetet; az elkövetőket azóta elfogták.

#### Az USA meghódítása: Thalía angolul

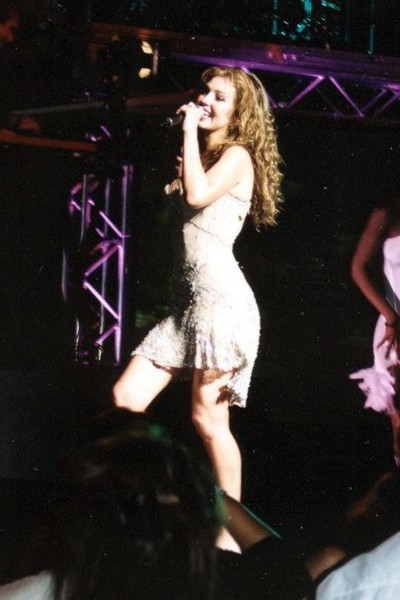
Thalía a High Voltage turnén Los Angelesben (2004. május 14.)

2003 májusában készítette el az I Want You című dal videóklipjét, amely első – s idáig egyben utolsó – angol nyelvű albumának bemutatkozó slágere volt. A dalban a Fat Joe néven ismert rapper, José Cartagena működött közre. Miamiban megrendezték a Latin Zenei Billboard-díjátadó gálát, amelyen előző, Thalía című spanyol lemezével megnyerte az év latin popalbumáért járó trófeát (női kategóriában), valamint ugyanazért elvitte a közönségdíjat is. Júliusban jelent meg a várva várt angol nyelvű bemutatkozó albuma, szintén csak egyszerűen Thalía címmel, amelyen az addig megszokott latin zenétől eltérően valódi amerikai stílusú, R&B jellegű popzenét adott elő. Az album és bemutatkozó dala, az I Want You sok helyütt felkerült a slágerlisták előkelő helyeire; hazánkban a dal negyedik helyezést ért el a VIVA Chart Show-ban, az országszerte ismert VIVA zenei csatorna 40-es slágerlistáján. Bár az album a 11. helyen debütált az amerikai Billboard 200 lemezeladási listán, a következő héten az eladások jelentős mértékben visszaestek, a siker így nem volt hosszú életű.

#### AHigh Voltageturné
2004-ben megjelent az EMI kiadó gondozásában az elmúlt tíz év legnagyobb slágereit tartalmazó Greatest Hits, illetve DVD-változata videóklipekkel. A promóció részeként Thalía megtartotta első (és máig egyben utolsó), High Voltage turné fantázianéven ismert koncertsorozatát. A turné április 27-étől május 16-áig tartott, melynek keretében Mexikóban (Guadalajara, Mexikóváros, Monterrey, Toluca) és az Egyesült Államokban (New York, Miami, Chicago, San Antonio, McAllen, El Paso, Los Angeles, San Diego, San José) adott telt házas koncerteket olyan kiemelkedő helyeken, mint a mexikóvárosi Auditorio Nacional vagy a Los Angeles-i Universal Amphitheater. A koncertsorozatot az Egyesült Államokban a Hershey’s cég finanszírozta.

#### A hatodik érzék
2005. április 7-én fellépett a texasi énekesnő, Selena Quintanilla halálának tízéves évfordulója alkalmából rendezett Selena Vive! („Selena él!”) emlékkoncerten a houstoni Reliant Stadionban. Április 28-án szintén fellépett a Latin Zenei Billboard-díjak 2005 gáláján, ahol bemutatta új lemezének első, Amar sin ser amada című dalát. Az album, melyet Estéfano Salgado kolumbiai producerrel közösen készített, El sexto sentido („A hatodik érzék”) címmel július 19-én jelent meg Mexikóban, az Egyesült Államokban és Magyarországon.
2006-ban a mexikói „Megasztár”, a Cantando por un sueño („Énekléssel egy álomért”) című műsor tiszteletbeli házigazdája volt: a műsor betétdalát adta elő, amely három új dallal együtt felkerült az El sexto sentido új kiadására, az El sexto sentido Re+loaded albumra. Július 11-én kiadója, az EMI-Televisa koktélpartit rendezett, amelynek keretében El sexto sentido albumáért 2 platina- és 4 aranylemezt, valamint gyémántlemeznek megfelelő elismerést és emléktáblát kapott a világszerte több mint 12 millió példányban eladott lemezeiért.

### Az édesanya szerepében
2007. június 12-én hozták nyilvánosságra az ¡Hola! és a Hello! magazinok weboldalain, hogy az énekesnő a magazin mexikói kiadásának adott exkluzív interjúban hivatalosan bejelentette, hogy áldott állapotban van, és néhány hónapon belül kislánynak ad életet. Október 7-én, vasárnap hajnalban, magyar idő szerint 8.44-kor megszületett a kislánya: Sabrina Sakaë Mottola Sodi 3,75 kilogrammal és 50,2 centiméterrel jött a világra (a Sabrina a Severn folyó latin neve, a kelta mitológiában a folyó őrangyala; a Sakaë jelentése pedig japánul ’boldogulás, jó szerencse’: Thalía a keleti kultúrák iránti vonzalma miatt választotta e különleges nevet elsőszülött gyermekének). A baba és a mama is kiváló egészségnek örvendtek. Az első exkluzív fényképek Thalíáról kislányával és férjével november 14-én jelentek meg az ¡Hola! magazin mexikói kiadásában, adta hírül a magazin weboldala.

#### Lunada:a holdünnep
2008. június 24-én jelent meg Lunada című albuma, amelyen az énekesnő újból Emilio Estefannal dolgozott együtt, és egy június 17-én, New Yorkban tartott sajtótájékoztató keretében mutatta be. A forró, nyári slágereket tartalmazó lemez elkészítésében Thalíát terhessége ihlette, amikor már alig várta, hogy ismét felvehesse a bikinit a tengerparton. Bemutatkozó slágere a Ten paciencia, de természetesen nem maradhatott el egy, a kislányának írt dal sem a lemezről, melynek címe Bendita. Július 17-én a Ten paciencia című dalával, hawaii lánynak öltözve, fellépett az Univision által rendezett Premios Juventud 2008 díjkiosztó gálán, ahol rendkívül látványos előadását követően – karrierje elismeréseként – a Díva díjat vehette át Eduardo Santamarinától, a show férfi házigazdájától.
2008. október 22-én az énekesnő nyilvánosságra hozta, hogy Lyme-kórban szenved, de a betegség korai felismerésének és az antibiotikumos kezelés megkezdésének köszönhetően jól érzi magát. A baktériumos fertőzést kullancscsípés okozta New York külterületén lévő otthonukban, ahol sok a kullancsot terjesztő erdei vad.
2009. április 6-án hivatalos fórumán közzétett üzenetben elmondta, hogy az EMI-jal felbontotta a szerződését, és már folynak a tárgyalások egy új kiadóval. Jelenleg új albumán dolgozik, amelynek felvételét – egészségi állapotától függően – őszre tervezi. Egyúttal elismerte, hogy az EMI-nál lévő tulajdonosváltásból és átszervezésből adódó problémák miatt nem részesülhetett a Lunada promócióban, amihez betegsége is hozzájárult.

#### Primera fila:az első sorban
A 2009. július 20-ai héten több hírforrás közzétette, hogy az énekesnő szerződést írt alá a Sony Music Entertainment kiadóval, melynek keretében akusztikus CD/DVD-t készít. Ennek felvételére július 29–30-án került sor a floridai Coral Gablesben, a Miami Egyetem BankUnited Centerben. A produkció a 2008-ban indított Primera fila („Az első sorban”) című akusztikus kiadványsorozat (az MTV Unplugged latin megfelelője) második része. Bemutatkozó kislemeze az Equivocada című ballada, amelyet október 7-én adtak ki, a teljes album pedig az Egyesült Államokban és Latin-Amerikában december 1-jén, Spanyolországban és Görögországban 2010. március 16-án jelent meg.
A kiadvánnyal az énekesnő régi álma vált valóra: „Mindig is szerettem volna készíteni egy élő lemezt, de soha nem támogattak benne. Most megtaláltam hozzá a megfelelő csapatot” – nyilatkozta. A művésznő alapelgondolása e projekt vonatkozásában az volt, hogy szakít azokkal a sztereotípiákkal és előítéletekkel, melyek szerint csak egy „megcsinált sztár”, s kizárólag a zenére és a hangjára fókuszál; így sokkal természetesebb, egyszerűbb külsővel mutatkozott. A Primera fila: Thalía megjelenésének napján a legkeresettebb latin popalbum volt a mexikói és az amerikai iTunes Store online zeneáruházban; mindössze három napra rá, Mexikóban aranylemez lett. Az albumot Thalía nagy visszatérésének tekintették a slágerlisták élére, ami előző lemezénél elmaradt.
2010. február 18-án fellépett a XXII. Lo Nuestro-díjátadón, ahol egy egyveleget énekelt el a Qué será de ti, Entre el mar y una estrella és Amor a la mexicana című dalaiból, továbbá – 30 éves zenei pályafutásának elismeréseként – Gloria Estefan átadta neki a Jóvenes con Legado („Fiatalok nagy hagyatékkal”) trófeát. A Primera fila promóciója céljából április 12-én három napra Spanyolországba, Madridba, majd április 20-án Mexikóba utazott, ahol a Sony Music képviselői két platina- és egy aranylemezt adtak át neki az album sikerének elismeréseként. Érkezése a mexikóvárosi repülőtérre hatalmas tumultust és zűrzavart okozott: nemcsak rajongók és a sajtó tagjai voltak jelen tömegesen, hanem elsőként repülőtéri alkalmazottak köszöntötték és kértek tőle autogramot, közös fényképet.
A Sony Music México 2010. október 15-én bejelentette, hogy Thalía elérte a gyémántlemez minősítést a Primera fila eladásaival; ez a legmagasabb elismerés Mexikóban, amely egy lemez eladásaiért adható (300 000 eladott példánynak, azaz öt platinalemeznek felel meg), s rajta kívül mindössze néhány előadónak sikerült csak elérnie. 
A Mexikói Nemzeti Zeneakadémia (Academia Nacional de la Música en México) 2010. november 4-én és 5-én rendezte meg a nyolcadik Oye! (Premio Nacional a la Música Grabada) díjátadót Monterreyben, melyen Thalía megnyerte a Solista femenina (Az év énekesnője) kategóriát. Az Oye! a Grammy-díjjal egyenértékű zenei elismerés Mexikóban.

#### Újabb anyai örömök és családi veszteség
2011. március 3-án bejárta a világsajtót  a hír, miszerint Thalía és a Tommy Mottola második közös gyermeküket várják a nyár végére. Az énekesnő hivatalos mikroblogjában azt is bejelentette, hogy már dolgozik új lemezén, valamint az utolsó simításokat végzi harmadik könyvén.
Május 27-én azonban újabb tragédia rázta meg a Sodi családot: Thalía édesanyja, Yolanda Miranda asszony 76 éves korában váratlanul elhunyt Mexikóvárosban. Az énekesnő a következő szavakkal búcsúzott tőle a Twitteren: „Ma meghalt a fél lelkem. Úgy érzem, lassan meghalok. Köszönöm az imádságaitokat az én harcosomért, az édesanyámért.” 
Június 25-én, helyi idő szerint 11.48-kor megérkezett az újabb gyermekáldás, egy egészséges kisfiú, aki 3572 grammal jött világra, és a Matthew Alejandro Mottola névre keresztelték szülei. Az örömhírt elsőként közvetlenül Thalía osztotta meg rajongóival hivatalos mikroblogján.

#### Habítame siempre:„Élj bennem mindörökké”
2012. szeptember 4-én az Univisión bejelentette, hogy szeptember 21-én Thalía zártkörű koncertet tart Habítame siempre címmel, amelyre sorsolás alapján lehetett a rajongóknak jegyeket nyerni. Az exkluzív koncert az új, azonos című nagylemeze bemutatójának felvétele volt. Az album első kislemeze a Manías, amelyet az énekesnő az édesanyjának dedikál, egy Raúl Ornelas-szerzemény feldolgozása, október 8-án jelent meg digitális formátumban. A teljes album november 19-én jelent meg (az előzőhöz hasonlóan a Sony Music Latin kiadónál), és néhány új szerzeménytől eltekintve feldolgozásokat tartalmaz duettek formájában. A közreműködők között olyan világsztárok szerepelnek, mint Michael Bublé és Robbie Williams, a latin sztárok közül Leonel García, Samuel Parra Cruz (Camila), Jesús Navarro (Reik), Prince Royce és Gilberto Santa Rosa. Thalía 13. stúdióalbuma az USA és Latin-Amerika, valamint néhány dél-európai ország kivételével (ahol CD formátumban is kiadták), digitális letöltés formájában vásárolható meg. 2013 júniusában jelent meg Mexikóban az album különkiadása öt bónuszdallal és DVD-melléklettel, amely a bemutató koncertet tartalmazza.

### Viva! Tourés csillag Hollywoodban
2013. március 24. és április 27. között tartotta második nagyszabású élő koncertsorozatát Viva! Tour néven, melynek keretében az USA-n belül Chicagóban, Houstonban, Los Angelesben és New Yorkban, illetve hazájában, Mexikóvárosban a neves Auditorio Nacionalban koncertezett. Az utóbbiból egy 16 tételt tartalmazó CD+DVD album is készült Mexikóban Viva Tour en vivo címmel, melyet a Sony Music México adott ki november közepén.
December 5-én helyi idő szerint 11.30 órakor – magyar idő szerint 20.30-kor – avatták fel csillagját a híres Hollywood Walk of Fame-en, amivel Thalía egyik legnagyobb gyermekkori álma vált valóra. Az énekesnő a 2514-es számú csillagot kapta zenei munkásságának elismeréseként, ezzel ő lett az első mexikói énekesnő, aki ebben a magas szintű elismerésben részesült Hollywoodban.

#### Viva Kids:gyermekkorára emlékezve
2014. március 25-én jelent meg első gyerekeknek szólóalbuma Viva Kids volumen 1 címmel CD+DVD változatban, amelyen gyermekkorának nagy slágereit dolgozza fel saját előadásában. A lemez tartalmazza továbbá a 2013. októberében megjelent mesekönyvéhez készített dalt is.

## Leghíresebb dalai
- Thalia–Malumaː Deste Esa Noche, 720 milliós nézettségnek örvendett (2016)
- Thalía–Natti Natashaː No Me Acuerdo, 832 milliós nézettségnek örvendett (2018)
- A 2019-es Premio Lo Nuesrto díjátadó ünnepségen Lali Espõsito-val a Lindo Pero Bruto, és Natti Natasha-val a No Me Acuerdo című dalaikat adták elő.

## Diszkográfia
| - Thalía (Fonovisa, 1990) - Mundo de cristal (Fonovisa, 1991) - Love (Fonovisa, 1992) - En éxtasis (EMI, 1995) - Nandito Ako (OctoArts EMI, Fülöp-szigetek, 1997) - Amor a la mexicana (EMI, 1997) - Arrasando (EMI, 2000) - Thalía con banda – grandes éxitos (EMI, 2001) - Thalía (EMI, 2002) - Thalía’s Hits Remixed (EMI, 2003) - Thalía [English] (EMI / Virgin Records, 2003) - Greatest Hits (EMI, 2004) | - Grandes éxitos (Fonovisa/Univision, 2004) - El sexto sentido (EMI, 2005/2006) - Lunada (EMI Televisa, 2008) - Primera fila (Sony Music Latin, 2009/2010) - Habítame siempre (Sony Music Latin, 2012) - Viva Tour en vivo (Sony Music México, 2013) - Viva Kids volumen 1 (Sony Music Latin, 2014) - Amore mío (Sony Music Latin, 2014) - Latina (Sony Music Latin, 2016) - Valiente (Sony Music Latin, 2018) - Desamorfosis (Sony Music Latin, 2021) |

Thalía a szólókarriert 1990-ben kezdte, miután 1989-ben kilépett a Timbiriche együttesből. Azóta tizenkét stúdióalbumot, két remixalbumot, két „greatest hits”-albumot, valamint egy akusztikus koncertalbumot készített. A Fonovisa Records ezen kívül számos különféle válogatásalbumot kiadott az első három szólólemezéből. Legnagyobb sikereit az En éxtasis, Amor a la mexicana, Arrasando és Thalía (2002) nagylemezeivel érte el. Az alábbiakban a legfontosabb nagylemezek véleményezése olvasható, az AllMusic-albumleírások felhasználásával. (A részletes albumkritikákat lásd az egyes albumok szócikkeiben.)

### En éxtasis
Allmusic-értékelés: 
Az En éxtasis Thalía bemutatkozó albuma az EMI-nál, óriási előrelépés a karrierjében. Az első olyan album, melyen Thalía jól megírt, lendületes dalokat énekelhet. Néhányuknál – például a Piel morena és a Me faltas tú – olyan neves latin producerekkel dolgozhatott, mint Emilio Estefan, illetve Kike Santander szerző. Természetesen akad néhány felejthető szám, amit csak helykitöltőnek szántak, ahogy minden albumon, de Thalía főként első osztályú dalokat énekel, és még sosem volt olyan jó az összhatás, mint itt. A fent külön is említett dalok mind kiválóak, és kiváló a María la del barrio, Thalía egykori telenovellájának fülbemászó főcímdala is. Talán a Piel morena a lemez legjelentősebb száma, nemcsak az album lendületes nyitódala lévén, hanem mert ez volt az énekesnő első nemzetközi nagy sikere is, amivel felkerült a Billboard Top Latin Songs listájára, amit az évtized végéig aztán Thalía uralt. Az En éxtasist nem lehet egyetlen kategóriába sem igazán besorolni, változatos zene, különböző latin stíluselemekkel (cumbia, pop, salsa stb.), mindenből van benne egy kicsi, ami jó a latin zenében. Összességében Thalía első igazán figyelemre méltó albuma.

### Amor a la mexicana
Allmusic-értékelés: 
Az Amor a la mexicana az En éxtasisnál sokkal érettebb kiadvány, amelyben a legjobb dalokat szintén a két latin slágergyáros, Kike Santander és Emilio Estefan írta, akiknek a Piel morena átütő sikere is nagyban köszönhető. Így az eredmény már előreláthatóan is kitűnő. A legtöbb dal itt is ugyanazon latin ritmuselemekre épül, mint az óriási sikerű Piel morena – egy kis salsa, egy kis cumbia, banda, ballada és így tovább. Az Amor a la mexicana azonban nemcsak egy egyszerű latin album, hanem egy jól megírt album ellenállhatatlan, találó mexikói szövegezéssel, fülbemászó, könnyen énekelhető számokkal. Szédületes tempó, nagyon kevés egyhangú pillanattal (ha létezik ilyen egyáltalán), tíz erős dallal. Összességében lehetne Thalía legjobb albuma. Az Amor a la mexicana eléggé homogén album: dalai hasonló hangzásúak, szabadok, természetesek (nem így a soron következő albumok, amelyeket egy meghatározott piacra szántak, vagyis az eladhatóság, nem pedig az igényesség volt a fő szempont). Az Amor a la mexicana ezáltal egy időtlen, örökzöld album, amely önmagát adja.

### Arrasando
Allmusic-értékelés: 
A szintén Estefan-produkció Arrasando az előző két album hatalmas sikerei után határozottan érett szupersztárt teremtett Thalíából 2000-ben. A maga korszakához, a millenniumhoz illő trendi album, amikor is a szédületes tánczenéért bolondult mindenki. Többnyire ebből a stílusból áll, ahol a szintetizátor és a dancebeat dominál, akárcsak az elragadó vokálok. A dance ekkor élte fénykorát a diszkókban, s egészen jól működött Thalíánál, főleg azért, mert ő mintsem akkora énekes, mint amekkora jelenség: kétségkívül nagyon bájos és vonzó személyiség. Az Arrasandóban bombasztikus szintetizátorhangzásokkal, és effektusokkal túldíszített háttérvokálokkal lovagolja meg a ritmusokat. Az eredmény túl jóra sikeredett: bizonyára senkit sem ment meg attól, hogy őrülten táncra perdüljön. Különösen vonatkozik ez a címadó dalra, amely kifejezetten a szórakozóhelyek csúcsidejében ajánlott. A lemezen számos lassabb szám is található, amely segít kiemelni az erényeit. Leginkább említésre érdemes a könnyed Entre el mar y una estrella, valamint a megnyugtató No hay que llorar. Az album érdekessége, hogy egy sor bevezető sláger után Thalía mindenféle stílust kipróbál, változó, de mókás összhatással. A lemez Thalía akkori telenovellájának főcímdalával, a Rosalindával zárul, amely mulatságosan elüt a többitől, mivel tradicionális latin zene. Az Arrasando természetesen különbözik az elődjétől és az utódjától: vakmerőbb, mint a modern Thalía (2002), de nem olyan kötetlen, mint Amor a la mexicana. A három közül bizonyára ez illik legjobban a korszakhoz, ezért egy különösen érdekes, korát megidéző album.

### Thalía con banda – grandes éxitos
Allmusic-értékelés: 
A borítókép – Thalía pompás mexikói „torreádor” ruhában – rögtön elárulja, amiről ez az album szól: a szülőhazája iránti tiszteletét rója le. A mű a legnagyobb slágereit tömöríti Pancho Ruiz, Adolfo és Omar Valenzuela új – hagyományos mexikói fúvószenekari – hangszerelésében, köztük a toplistás Amor a la mexicana, Entre el mar y una estrella és Arrasando. Felvétele a mexikói rezesbanda zene őshazájában, a Sinaloa állambeli Los Mochis városban készült. A banda, más néven grupera műfajnak Mexikóban nagy hagyománya van és többféle alfaja létezik, azonban Thalía a tradicionális fúvószenekari összeállítás mellett döntött.

### Thalía(2002)
Allmusic-értékelés: 
Az album elkészítése előtt Thalía már gigantikus szupersztár volt a latin világban, így a csúcson maradás reményében ismét a legjobbakkal dolgozik együtt. Most sem maradhatott ki Emilio Estefan, ám Thalía ezennel inkább az Estéfano–Julio Reyes szerzőpáros mellett döntött. Nemhiába, Estéfano volt akkor az egyik legnagyobb latin zeneszerző, aki sikerek sorozatát írta meg jó pár művésznek, köztük a kortárs Paulina Rubio. A Thalía (2002) egy élvezet: gondosan elkészített popdalok minden fajtából, a maga vonzerejével, persze némelyik jobb, mint a másik, de mindegyik kellemes és szórakoztató. Az erények túl bőségesek ahhoz, hogy mindet részletezzük, ám a fantasztikus Tú y yo nyitódal, valamint a hathatós No me enseñaste ballada Thalía valahai legnagyobb sikerei közé tartoznak, s mindketten első helyezést értek el a Billboard Top Latin Songs listáján. A lemez a játékidő legnagyobb részében nagyon ütős, amíg hirtelenjében át nem megy az angol nyelvű következő albumának háromdalos úgymond promóciójába. Ravasz marketingfogás, ellenben hidegzuhanyt zúdít az egyébként közel tökéletes albumra. Thalía angol nyelvű dalai minőségileg sokszor vitatottak, de egy biztos: mindig vegyes érzelmekkel fogadják, még a leglelkesebb rajongói is. Végeredményben, e három utolsó daltól eltekintve ez a valaha elkészített legjobb albuma, amely éppúgy eredménye Estéfano munkájának, mint Thalía páratlan vonzerejének. A korszak trendjeihez kötődik, de korántsem annyira, mint az Arrasando. Egy mérföldkő, kétségtelenül Estéfano egyik megkoronázott szerzeménye.

### Thalía’s Hits Remixed
Allmusic-értékelés: 
Ez az album nem több annál, mint ami a címe: számos remixelt sláger, amelyek a klubok számára ideálisak. Következésképpen az egyik legkevésbé hallgatható albuma, azonban jó hézagpótlóként szolgált a világsikert aratott előző lemeze után. Csak rajongóknak ajánlott.

### Thalía(angol nyelvű album)
Allmusic-értékelés: 
A latin szupersztár angol nyelvű debütáló albuma az előző latin albumokhoz hasonlóan mesterien szerkesztett. Thalía ravaszul végigfut azokon a stílusokon, amelyek a késői ’90-es évektől a városi club-dance színtereit uralták. Ashanti stílusjegyeket ötvöz Fat Joe-val az I Want You című bemutatkozó dalban, amelyben szintén van valami a Big Punisher Still Not a Prayer című klasszikus slágeréből. Pozitív energiát sugároz a Don’t Look Back, amely tulajdonképpen Kylie Minogue Love at First Sightjának gyengébb koppintása. Való igaz, hogy az ilyen zenével az előadóról alkotott stilizált összkép inkább piacképes, mint úttörő, ám az album szelíd fotóiból, amelyek oldják a „dívásságát” egy átlagos „amerikanizált” szexi popsztár-beállítás javára (olyan dalokhoz, mint a Misbehavin’ vagy a What’s It Gonna Be Boy), Thalía amerikai debütálása csak egy alvajáró üggyé válik, amely a Jennifer Lopezt utánozni próbáló előadók tömkelegével hozza őt összefüggésbe. Sajnálatra méltó, hogy Thalía tehetségét megvezették, amikor egyébként annyira jól hangzik az izgalmas Closer to You és Save the Day dalokban: egy másfajta stílus, amellyel Thalía próbálkozik, de kifejező énekhangjából nyilvánvaló, hogy ez az, ahova ő tartozik, és több, mint ami a lagymatag Fat Joe duettről elmondható. Az album dupla csalódás, hiszen a második fele nagyrészt csak az első rész dalainak spanyol változataiból áll. E lemeztől azt várták, hogy megmutassa mindazt Amerikának, amit Mexikó és a világ már évekkel azelőtt is tudott Thalíáról. Ám sajnálatos módon az album nem koncentrál kellőképpen egyetlen dologra sem, amelytől igazán felemelkedhetne a csillaga.

### Greatest Hits(CD, DVD)
Allmusic-értékelés: 
Bár nem az első válogatásalbuma Thalíának, de az első hivatalos EMI kiadvány, amely e kiadónál töltött elmúlt 10 évét öleli fel. A Greatest Hits non-stop élvezet: a tizenhat dal öt albumról, köztük két vadonatúj meglepetéssel, jól kiegyensúlyozott válogatása a latin popsztár slágereinek az 1990-es évek közepétől a korai 2000-es évekig. A dalok kronológiai sorrendben szerepelnek, ezáltal jól hallható zenéjének stílusbeli fejlődése, nemzetközivé válása. Az album így a vonatkozó időszak latin popzenéjének kivonatát adja: még soha nem testesítette meg egyetlen latin előadó sem a pop lényegét úgy, mint Thalía. Az előrébb lévő számok színvonalasak együtt az utánuk következőkkel, különösképp a kiváló Cuando tú me tocas. Ha valaki betekintést kíván tenni Thalía meglehetősen bőséges munkásságába, a Greatest Hits pontosan ideális e célra. Mivel minden egyes EMI-os albumának saját egyénisége van, hasznosnak bizonyul a különböző hangzásokat kivonatolva összegyűjteni. Következésképpen, ha az a pár szám elnyeri valaki tetszését ezen a kiadványon, valószínűleg azt az albumot is szeretni fogja, amelyről az adott dalok származnak. A Greatest Hits egy nagyszerű, elejétől a végéig hallgatható album, nonstop élvezettel, teli vidám, jókedvű slágerekkel, több mint egy órán át. – A DVD-kiadás 16 videóklipet tartalmaz. Thalía páratlan karizmájának, színészi képességeinek, lenyűgöző szépségének köszönhetően nagyon nyerők a klipek minden szempontból. Aligha járhat rosszul e kollekcióval, aki kedveli Thalíát.

### El sexto sentido
Allmusic-értékelés: 
A 2005-ös El sexto sentido végig spanyolul van, kivéve három dal angol verzióját a végén. Egyszerű latinpop-album a szükséges balladákkal (a harsány Olvídame valóban megmutatja a hangját), rámenős hibrid-poppal (a tangóharmonikával fűszerezett nyitódal, az Amar sin ser amada), valamint túláradó diszkózenével, mint a Seducción és a No me voy a quebrar. Az albumon bonus trackként helyet kapott a klasszikus texasi Selena-sláger, az Amor prohibido Thalía tolmácsolásában. Az El sexto sentido szerzői Estéfano és Julio Reyes, Thalía hangja pedig lendületes, különösen a legnagyobb hangmagasságokban. Ám a produkcióból hiányzik valamiféle életerő. Túltengenek az olyan dalok, mint például az Un sueño para dos, a Sabe bien pedig a sablonos dance-pop kategória, csak éppen spanyolul van. Szerencsére a 24000 Besos (24000 Baci) – egy Adriano Celentano-szám spanyol változata – egy sokkal jobb, szédítően vidám dal, ahol a lényeg nem veszett el a fordításnál. Viszont erősségei ellenére is, az El sexto sentido csak egy termék a sok közül. Thalía egy szupersztár, színésznő és énekesnő, szerepelt a híres amerikai Dr Pepper üdítő reklámjában is, mindazonáltal – bár valószínűleg nagy hatással lesz a megszállott rajongókra – a „Hatodik érzék” nem az ő szupersztárságához méltó alkotás.

### Lunada
Allmusic-értékelés: 
Thalía ismét Emilio Estefannal dolgozott együtt, az eredmény pedig egy szórakoztató album néhány nagyszerű dallal, amely főként stílusa miatt értékelendő. Az elején lévő pár szám, és az album rövidsége teszik élvezhetővé. Ugyanakkor a régi rajongók, akik arra számítottak, hogy vetekedhet az énekesnő 1990-es évek végén – szintén Estefannal – készített nagy sikerű albumaival, minden bizonnyal csalódnak. A Desolvidándote című ballada kivételével minden dal gyors tempójú, amelyeket az erőteljes dobok, a trópusi ritmusvilág és az energikus előadásmód jellemez. A Ten paciencia című első kislemez remek hangulattal nyitja az albumot, ritmusát szinte a táncparkettekhez szabták. A Sangre caliente és a Será porque te amo is a produkció fénypontjai közé tartoznak, azonban az album további részei kevésbé lenyűgözőek. Figyelemre méltó még a Bendita című reggae, melynek anyai érzelmekkel teli szövegét maga Thalía írta; az Insensible, amely Juan Gabriel szerzeménye, valamint az Aventurero, egy könnyed reggaetón. A Lunada leginkább Thalía és Estefan legutóbbi közös albumához – Thalía (2002) – vagy az El sexto sentido című lemezhez hasonlítható, amelyeken szintén jól érezhető a produceri közreműködés.

### Primera fila
Allmusic-értékelés: 
A Primera fila, Thalía két évtizedet felölelő pályafutásának első élő albuma, valóságos reveláció, egy unplugged akusztikus album, a mostanáig kiadott nagylemezei közül a legjobbak közé tartozik, és mindenképpen a legizgalmasabb. Miamiban vették fel kicsi, meghívottakból álló közönség előtt a BankUnited Centerben két estén, 2009. július 29-én és 30-án, ahol a művésznő 13 számot énekelt fel. Thalíát az album két új dalnál társszerzőként tünteti fel (Cómo; Ya lo sabía) Leonel García énekes-dalszerző mellett, a többi „bértollnokok” munkája, nevezetesen Reyli Barbáé (Enséñame a vivir), Espinoza Pazé (El próximo viernes), Mario Dommé (Equivocada) és Joan Sebastiané (Con la duda), az utóbbi duettet is énekel a művésznővel. Az album közepe táján hallható egyveleg kellemes emlékeztető Thalía mexikói dance-pop múltjából, a klasszikus erejű Amor a la mexicana különösen jó, remekül kiderül belőle, mekkora a különbség a korábban őt jellemző stílus és a Primera fila között. A feldolgozások közt kimagasló minőség a Ricardo Arjona-féle Mujeres pazar verziója, csattanósan zárja az albumot. Összegzésül elmondható, hogy a Primera fila Thalía eddigi legemlékezetesebb albuma, nem csak zeneileg, hanem mert kiviláglik belőle az előadóművészi tehetség, az, hogy Thalía képes a stúdió falain kívül is jót alkotni. Bizonyára ez el fogja hallgattatni az elégedetlenkedőket, és Thalíát újra a latin pop legfényesebb csillagai közé emeli.

### Habítame siempre
Allmusic-értékelés: 
Négy évvel legutóbbi stúdióalbuma után a mexikói popdíva visszatért ambiciózus, Habítame siempre című albumával. Az elhunyt édesanyjának dedikált lemezen stílusok széles skálája található meg, köztük jó pár meglepetéssel. Míg a címadó kislemezdal a nagystílű mexikói pophagyomány jegyében készült ballada, gyorsan követi ezt Gloria Estefan klasszikus Con los años que me quedan című slágerének feldolgozása, hasonló elrendezésben, de négy különböző hangon énekelve, hogy más hangulatot kapjon. Az albumon pár duett is található, közte a Te perdiste mi amor Prince Royce-szal és a Muñequita linda Robbie Williamsszel, az 1940-es éveket idéző musical-cabaret stílusban. A népszerű Bésame mucho interpretációja, melyet Michael Bubléval ad elő angolul és spanyolul, a klasszikus popot lenyűgözően ötvözi a tangóval és a nueva canción stílussal.

## Filmográfia
Bár pályafutását énekesnőként kezdte, a világ nagy részén – főleg Közép-Európában és a keleti országokban – telenovella-szerepeiről vált ismertté. Thalía összesen hét mexikói filmsorozatban, valamint egy mexikói–amerikai vígjátékban szerepelt. Első teljes főszerepét 1989-ben a Luz y sombra című telenovellában kapta, de csak az 1990-es években vetített „María-trilógia” hozta meg számára az igazi – hazai és nemzetközi – hírnevet. Állandó magyar szinkronhangja Liptai Claudia.
- Pobre señorita Limantour (mexikói telenovella, 1986)
- Quinceañera (mexikói telenovella, 1987)
- Luz y sombra (mexikói telenovella, 1989)
- María Mercedes (mexikói telenovella, 1992) (Magyar hang: Kiss Virág)
- Marimar (mexikói telenovella, 1994) (Magyar hang: Liptai Claudia)
- María la del barrio (mexikói telenovella, 1995) (Magyar hang: Kiss Virág)
- Mambo Café (amerikai–mexikói filmvígjáték, 1999)
- Rosalinda (mexikói telenovella, 1999) (Magyar hang: Liptai Claudia)

## Fontosabb vendégszereplések
1995-ben részt vett Julio Iglesias Baila morena című dalának videóklipjében.

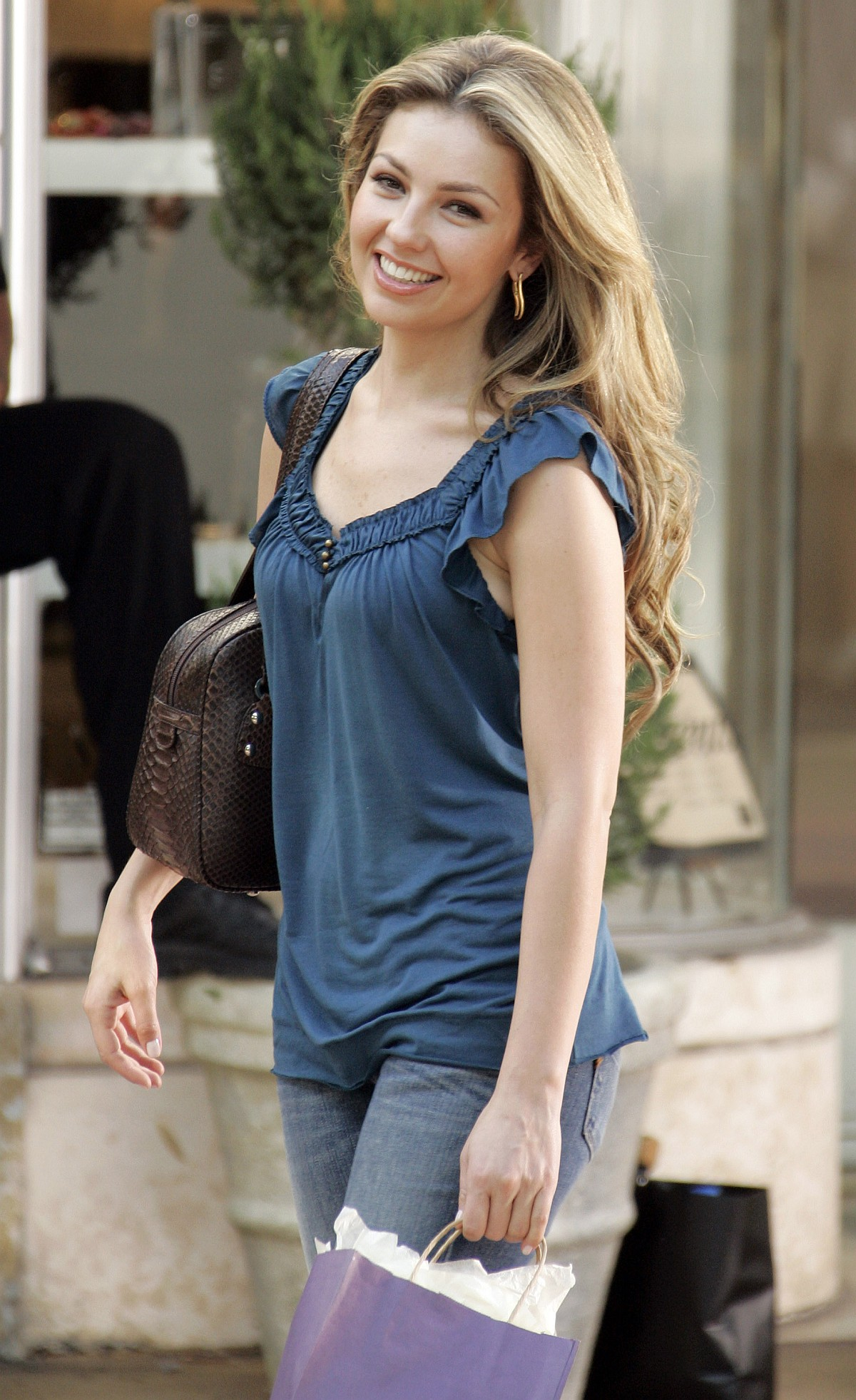
Thalía a Hershey’s Kisses csokoládédesszert 100. évfordulója alkalmából készített reklám forgatásán (2006. november 9.)

1996-ban az Atlantai olimpiai játékok egyik hivatalos dalát – Todo es posible – énekelte, amely a Voces Unidas című válogatásalbumon jelent meg az EMI kiadónál.
1997-ben az Anastasia című amerikai rajzfilm spanyol és portugál nyelvű énekhangja volt a latin-amerikai változatban, aminek keretében a Viaje tiempo atrás (Journey to the Past, spanyolul), Viagem ao passado (Journey to the Past, portugálul), Una vez en diciembre (Once Upon a December) és Lograrás hacerlo (Learn to Do It) című dalokat énekelte. Közülük az első az Anastasia Soundtrack című albumon is megjelent mint bonus track, és a dalhoz külön videóklipet is készítettek Mexikóban. A további három betétdal csak helyi kiadású albumokon szerepelt.
2001-ben a Dr Pepper amerikai üdítőmárka reklámjában szerepelt. Részt vett a szeptember 11-én történt New York-i terrortámadások emlékére készített El último adiós című jótékony dalban és videóklipjében, amelyet 50 elismert latin énekes adott elő (rajta kívül többek között Alejandro Sanz, Christina Aguilera, Gloria Estefan, Jennifer Lopez, José Feliciano, Ricky Martin és Shakira); részt vett továbbá Michael Jackson Todo para ti (What More Can I Give) című jótékony dalában, amelyet eredetileg szintén a terrortámadások emlékére írtak.
2004-ben a Hershey’s Kisses csokoládédesszert reklámjában a Shoop Shoop Song (It’s in His Kiss) című világsláger spanyol változatát énekelte, amely egy Hershey’s által kiadott kislemezre került fel. Ezt kereskedelmi forgalomba nem hozták, hanem ajándékba járt bizonyos Hershey’s termékek vásárlóinak, illetve internetes játékban lehetett megnyerni. Ezután további Hershey’s termékeket is reklámozott.
2006-ban a mexikói Cantando por un sueño jótékony célú dalverseny főcímdalát énekelte, amely az El sexto sentido című album különkiadásán hallható. Szerepelt a Hershey’s Kisses csokoládédesszert 100. évfordulójára készített tévéreklámban, valamint még egy Hershey’s reklámban.
2008-ban az amerikai MTV Tr3s zenei csatorna egyik jelképe volt.
2009. szeptember 1-jétől Las aventuras de Eebee y Thalía címmel kisgyermekeknek szóló, nevelő célzatú műsort vezetett az Eebee nevű furcsa bábfigurával, amelyet – hétfőtől péntekig – a spanyol nyelvű V-me csatorna sugárzott. Október 13-án Barack Obama amerikai elnök meghívására fellépett a spanyol örökség hónapja (Mes de la Herencia Hispana) alkalmából a Fehér Házban tartott Fiesta Latina elnevezésű rendezvényen, ahol az Amor a la mexicana című dalát énekelte élőben, miközben az elnököt is felkérte táncolni. December 17-én szerepelt az Univision csatorna Nuestra Navidad című karácsonyi összeállításában, ahol az Equivocada című dalát, valamint a Rudolf, a vörös orrú rénszarvas című karácsonyi dalt énekelte el spanyolul (Rodolfo, el reno de la nariz roja), gyerekkórus közreműködésével. A műsort november 11-én vették fel New Yorkban a St. Patrick katedrális előtti téren.
2010 februárjában – több elismert latin művésszel együtt – részt vett a We Are the World című világhírű jótékonysági dal spanyol nyelvű változata, a Somos el mundo elkészítésében, melyet március 1-jén mutattak be a Cristina-showban; a kislemezt a haiti földrengés áldozatainak megsegítésére adták ki. A Viva Elvis – The Album című, november 8-án megjelent Elvis Presley-emlékalbum latin-amerikai kiadásán bónuszsávként a Love Me Tender című számot énekli „duettben” a rock and roll-királlyal. Szintén közreműködött a 2006-ban elhunyt legendás spanyol énekesnő, Rocío Dúrcal november 30-án kiadott, Rocío Dúrcal: Una estrella en el cielo című duett-emlékalbumán, melyen a De qué manera te olvido című dalhoz adta a hangját.
2011 augusztusában duettet készített Michael Bublé kanadai énekessel; a Mis deseos / Feliz Navidad című feldolgozás az énekes október 24-én kiadott Christmas című karácsonyi albumán szerepel. Októberben vendégszerepelt a Dóra, a felfedező című rajzfilm egyik epizódjában, melyhez a Canta con tus amigos című betétdalt énekelt fel Dóra hangjával duettben. Az epizód bemutatására márciusban került sor.
2012. június 3-án Tony Bennett-tel vett fel duetett (The Way You Look Tonight) az amerikai énekes októberben megjelent, Viva Duets című albumához, amelyen népszerű latin énekesekkel készített duettek szerepelnek.

## Üzleti és publicisztikai tevékenység
Művészi pályája mellett, Thalía üzletasszonyként is tevékenykedik. 1995-ben mutatta be első fehérnemű-kollekcióját Mexikóban, de komolyabban csak 2002 óta foglalkozik az üzleti élettel és a divat világával.
2002-ben adta ki első szemüvegkeret- és napszemüveg-kollekcióját a Kenmark Optical cégnél, amely azóta is akkora népszerűségnek örvend, hogy eladásai 2007-ben februárra már elérték az egymillió dolláros bevételt.
2003-ban dobta először piacra a Thalía Sodi Collection nevű, női ruházatot és kellékeket, kozmetikai cikkeket magában foglaló kollekcióját, amely főleg fiatal nőknek és lányoknak kínált egyedi stílusú darabokat elérhető áron, az amerikai K-mart áruházlánc forgalmazásában. A szerződése 2006-ig tartott.
2004-ben saját magazin (Thalía, la revista – „Thalía, a magazin”) kiadásával is próbálkozott, azonban ez csak három próbaszámot ért meg. Ugyanebben az évben szerződtette a Hershey’s amerikai csokoládéóriás mint a cég új, latin kampányfiguráját, aminek keretében – a reklámozáson kívül – kiadta saját csokoládé-kollekcióját Dulcería Thalía („Thalía édességboltja”) néven. A terjeszkedő óra- és ékszergyártó Jacob & Co. szintén benne látta az ideális latin szépséget, ezért felkérte a cég első reklámarcának.

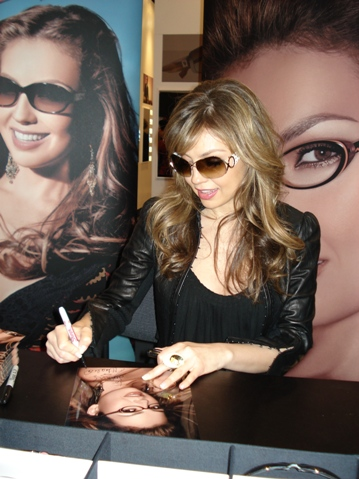
Thalía dedikál a Vision Expo optikai vásáron (New York, 2007. március 23.)

2005-ben a kozmetikai cikkeket forgalmazó Carol’s Daughter cég kampányában a latin nőt képviselte. Csatlakozott a koraszülések megelőzéséért és az egészséges gyermekekért küzdő March of Dimes alapítványhoz, amelynek munkájában aktívan részt vesz, jótékonysági tevékenységeket szervez.
2006 márciusában összevont jótékonysági akciót szervezett a K-mart, a March of Dimes és a New York-i elektronikus tőzsde, a NASDAQ. Ennek keretében Thalía a K-mart áruházban fogadta a sajtót, ahol 1 centért jelképes, dedikált papírcipőket árusított. Ezután 100 rajongója kíséretében az áruháztól a NASDAQ épületéig jótékonysági sétát vezetett, majd a tőzsde hagyományaihoz híven a szimbolikus csengő megnyomásával zárta a napi tranzakciókat; autogramja megjelent a NASDAQ óriási külső kivetítőjén. Ezzel ő volt az első latin származású meghívott, aki a New York-i elektronikus tőzsdei napot zárhatta.
2007. március 6-án bejelentették, hogy az amerikai ABC Radio Network spanyol nyelvű adása szerződést kötött Thalíával egy, az USA-ban élő latin közösség aktuális helyzetével, a divattal, életmóddal és hírességekkel foglalkozó szórakoztató heti műsor vezetésére Conexión Thalía Radio Show címmel. A műsort szombatonként, felvételről sugározzák. Július 17-én 66 ezer dollárért tett szert Antoine Tzapoff: Amazon című, María Félixet ábrázoló festményére egy licitáláson, amelyen a néhai mexikói színésznő holmijait árverezték el, a New York-i Christie’s aukciósházban. Augusztus 22-én jelent meg az Egyesült Államokban Thalía: Belleza! Lessons in Lipgloss and Happiness / Thalía: ¡Belleza! Lecciones sobre el brillo labial y la felicidad („Thalía: Szépség! Leckék a szájfényről és a boldogságról”) című, női szépségápolási tippekről szóló könyve a Chronicle Books kiadó gondozásában, angol és spanyol nyelven, amelynek hivatalos bemutatója és dedikálása szeptember 12-én volt a New York-i Border Books könyvesboltban. Novemberben a Fuller kozmetikai márka képviseletében kiadta új parfümét.
2008. szeptember 15-én humanitárius tevékenységei elismeréseként Ilka-díjat adományozott neki a Hispanic Organization of Latin Actors (HOLA) a Kilencedik éves jótékonysági gálán New Yorkban. A díj alapítójáról, Ilka Tanya Payánról kapta a nevét. Thalía egészségügyi okok miatt nem tudott személyesen jelen lenni, így a díjat Horacio Ontiveros („El Pelón”), rádiós műsorvezetőtársa vette át a nevében. Október 14-én – szintén humanitárius tevékenységéért – Tisztelet Aranyérmet (Medalla de Oro de Honor) adott át neki a hispán művészetet támogató kulturális és képzőintézmény, a Casita María, a New York-i Hotel Mandarin Orientalban megrendezett éves Fiesta gáláján. Az év második felében a Fuller Cosmetics céggel kiadta női kozmetikai termékeket tartalmazó kollekcióját. Október 22-én az El Gordo y la Flaca című tévéműsornak adott telefonos interjúban nyilvánosságra hozta betegségét, valamint a róla készített információs honlapot, amely elérhető a www.sobreLyme.com címen.
Publicisztikai tevékenységének folytatásaként, 2009. márciusban – szintén a Chronicle Books gondozásában – megjelent második, Thalía: ¡Radiante! című könyve, amelyben Dr. Andrew R. Kramer nőgyógyász társszerzővel a várandósággal kapcsolatos tanácsokat ad nőknek. Május 16-án férjével, Tommy Mottolával elismerésben részesült Miamiban a St. Jude Children’s Research Hospital kórház által megrendezett gálán a rákbeteg gyerekek megsegítésére folytatott tevékenységéért.
2010. július 16-án új ruházati kollekciót dobott piacra Mexikóban, a C&A márka képviseletében, C&A inspirado en Thalía terméknéven. Decembertől a mexikói Genomma Lab bőrápolási termékeket gyártó cég Teatrical márkájának reklámarca.
2011 januárjától a Head & Shoulders samponmárka latin-amerikai kampányfigurája. November 1-jén megjelent – az előző kettőhöz hasonlóan spanyol és angol nyelven – önéletrajz jellegű harmadik könyve, a Cada día más fuerte, illetve Growing Stronger, a Celebra kiadó gondozásában, amely személyes élményeit, sikereit és tragédiáit veti papírra.
2013. októberben jelent meg negyedik könyve, ezúttal egy mesekönyv gyerekeknek Chupie, the Binky that Returned Home (Chupi, el binky que regresó a su hogar) címmel angol és spanyol változatban, Ana María Larrañaga rajzaival, a Celebra Children’s Book kiadónál.

## Thalía az interneten

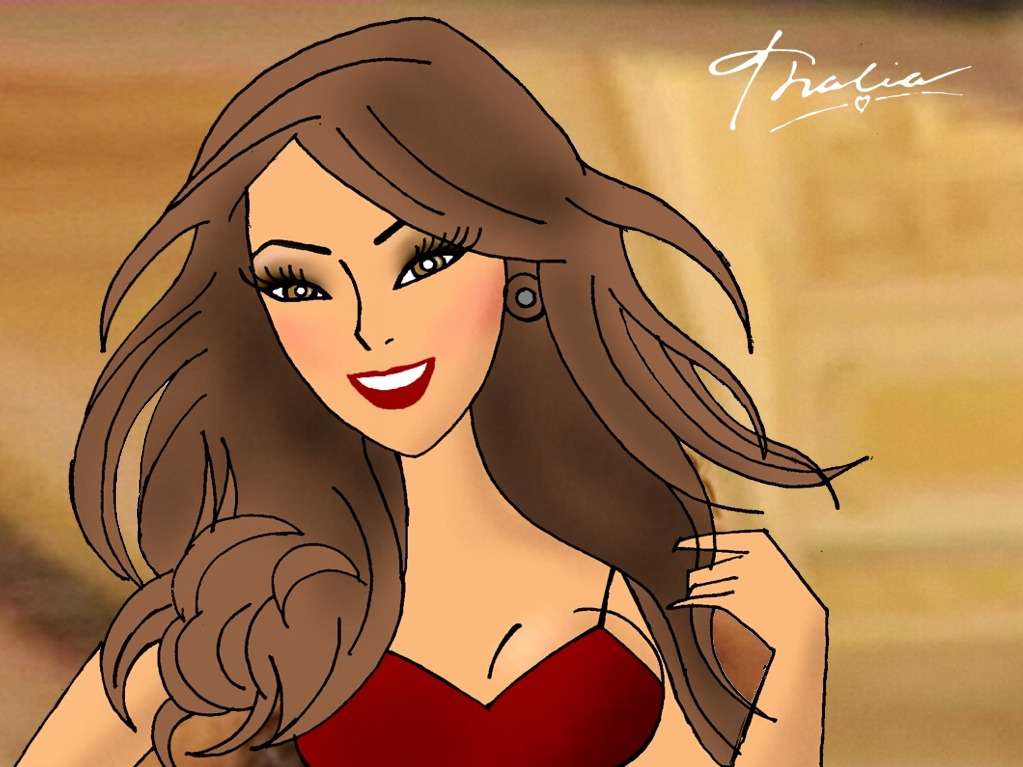
Thalía-rajz, Juan Andrés Baldeón Pástor ecuadori rajongó alkotása (2008)

Thalía hivatalos honlapja, a Thalia.com 2000-ben tűnt fel a világhálón. Kezdetben a Latino.com szórakoztató portál része volt, azonban 2001-ben a portált üzemeltető cég tönkrement, így a Thalia.com ideiglenes jelleggel – néhány hónapra – elérhetetlenné vált. 2002-ben, az énekesnőt menedzselő Hoffman Entertainment Inc. megbízásából, a Signatures Network a weboldalt újraépítette. 2003-ban, Thalía angol nyelvű albumának megjelenésekor – már más fejlesztővel – új, Flash-technológiát használó honlapot készítettek, melynek hibás programozása azonban ellehetetlenítette a rendszeres frissítést. Csak négy év múlva, 2007 novemberére készült el az újabb weboldal, amelyet a BKWLD fejlesztett. A honlaphoz tartozó hivatalos fórumon az énekesnő „Lady T” felhasználói névvel vett részt. 2009. július 14-étől hivatalos Facebook-, Myspace- és Twitter- oldala is van, melyek a Thalia.com nyitólapjáról is elérhetőek.
2010. január 25-én a Thalia.com adminisztrátora fórumos közleményben bejelentette, hogy a honlapot és fórumot határozatlan időre bezárják. A döntést hivatalosan nem indokolták, de többek szerint a január 23-ai éles kritikákhoz van köze, amiért Thalía playbackelt egy jótékonysági műsorban. Más vélemények szerint technikai okai is voltak a döntésnek.

## Hangminták
| Dalcím                      | Stílus          | Album               | Év   |
| --------------------------- | --------------- | ------------------- | ---- |
| Piel morena                 | cumbia          | En éxtasis          | 1995 |
| Amor a la mexicana          | cumbia ranchera | Amor a la mexicana  | 1997 |
| Entre el mar y una estrella | latin ballada   | Arrasando           | 2000 |
| No me enseñaste             | ballada         | Thalía              | 2002 |
| Amar sin ser amada          | rock-tangó      | El sexto sentido    | 2005 |
| Será porque te amo          | romantikus pop  | Lunada              | 2008 |
| Enséñame a vivir            | vallenato       | Primera fila (LIVE) | 2009 |

## Külső hivatkozások
- Hivatalos weboldal (spanyolul és angolul)
- Thalía a Twitteren
- Thalía (énekesnő) az AllMusicon (angolul)
- Thalía az Internet Movie Database oldalon (angolul) (angolul)
- Thalía a PORT.hu-n (magyarul) (magyarul)
- Thalía-hírek, -képek, -videók, -szavazások és -kvizkérdések (magyarul)